# Invisibilidade de gênero
Na educação, nos negócios, no direito, bem como em outros campos, a invisibilidade de gênero ou invisibilidade sexual é a prática de desconsiderar o gênero como um fator relevante nas interações sociais.

## Na educação
Krista Ratcliffe escreve que a invisibilidade de gênero funciona na sala de aula de forma a minimizar a existência de diferenças entre os gêneros, o que tende a reforçar a desigualdade de gênero já existente.
A National Student Genderblind Campaign, fundada nos Estados Unidos em 2006, se declarou a favor de moradias estudantis neutras - em termos de gênero - nas faculdades e universidades para melhor atender estudantes gays, lésbicas, bissexuais, transgêneros e intersexuais.

## Na área da saúde
O uso de quartos mistos causou muitas controvérsias nos hospitais do Reino Unido e do Canadá. A ministra da Saúde de Manitoba, Theresa Oswald, fez campanha contra esse tipo de quarto, dizendo que, se a humanidade pode "levar alguém à lua", também pode encontrar uma maneira de atender às necessodades específicas dos gêneros sem levar a atrasos nos tratamentos dos pacientes. A Grã-Bretanha eliminou esse tipo de aposento em 2010.
Alguns especialistas em ética médica criticaram os esforços para retornar aos quartos não-mistos. Jacob M. Appel, defensor dos quartos mistos nos Estados Unidos, escreveu que a oposição a esse tipo de quarto deriva de "preconceito antiquado", argumentando: "Só porque algumas pessoas foram educadas para temerem ou não gostarem de dividir o quarto com uma pessoa do sexo oposto, ou coram com a ideia de vislumbrar uma parte indesejada do corpo do outro quando o roupão se abre sem querer, nós perpetuamos esse preconceito nas políticas sociais".

## Na lei
O "reasonable person test", usado para determinar quais atitudes seriam razoáveis em dadas situações, tem sido criticado por invisibilizar a existência de gêneros, o que é especialmente importante quando aplicado em algumas áreas da lei, como a área que lida com o assédio sexual. As mulheres estão sujeitas ao assédio sexual de forma mais normalizada e endêmica do que os homens. Com base nisso, no processo americano 'Ellison v. Brady 924 F.2d 872 (1991)', o tribunal considerou que "uma pessoa comum e razoável, mas que ignore a existência de diferenças entre os gêneros, tende a fazer julgamentos baseados na vivência masculina e a ignorar sistematicamente as experiências das mulheres".

## Pesquisa
O tratamento baseado no gênero prevalece em todo o mundo. Em um estudo com organizações que oferecem serviços exclusivamente para mulheres, 23% disseram que sua causa era baseada na desigualdade entre gêneros e no desejo de resolver esse desequilíbrio; 20% disseram que espaços exclusivos para mulheres promovem o desenvolvimento e o empoderamento feminino; 18% disseram que estavam prestando um serviço que não era atendido pelos serviços de gênero misto e que se concentrava nas necessidades específicas das mulheres.
Estudos indicam um amplo respaldo para que as opções de serviços exclusivos para um gênero permaneçam disponíveis. Das 1000 mulheres entrevistadas pelo Women's Resource Centre, 97% afirmaram que as mulheres deveriam ter a opção de acessar espaços exclusivamente femininos se forem vítimas de agressão sexual. 57% indicaram que escolheriam uma academia só para mulheres, ao invés de uma mista. Os serviços exclusivos para um gênero podem proporcionar maior conforto e envolvimento para mulheres que, de outra forma, não participariam destes serviços. 